# Paraclius pilosellus
Paraclius pilosellus är en tvåvingeart som beskrevs av Becker 1922. Paraclius pilosellus ingår i släktet Paraclius och familjen styltflugor. Inga underarter finns listade i Catalogue of Life.